# نیروهای متحد دفاع از خود کلمبیا

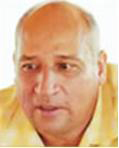
ویسنته کاستانو گیل

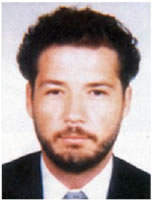
ویکتور مانوئل مجیا مونرا

نیروهای متحد دفاع از خود کلمبیا (انگلیسی: United Self-Defense Forces of Colombia) یا AUC در اسپانیایی یک گروه کلاهبرداری و قاچاق مواد مخدر کلمبیایی بود که در طول دوره ای از ۱۹۹۷ تا ۲۰۰۶ درگیری‌های مسلحانه کلمبیا فعال بود. AUC مسئول حملات علیه گروه‌های شورشی فارک و ارتش آزادیبخش ملی (کلمبیا) ELN و حملات متعدد علیه غیرنظامیان در سال ۱۹۹۷ با قتل‌عام ماهریپن بود.
ریشه این شبه نظامیان در دهه ۱۹۸۰ به زمانی که گروه‌های شبه نظامی توسط رؤسای مواد مخدر برای مقابله با آدم‌ربایی و اخاذی ایجاد شده بودند، برمیگردد.
در آوریل ۱۹۹۷، AUC از ادغام گروه ACCU شبه نظامیان جناح راست، تشکیل شد.
AUC به عنوان توسط بسیاری از کشورها و سازمان‌ها، از جمله ایالات متحده، کانادا و اتحادیه اروپا، به عنوان یک سازمان تروریستی تعیین شده‌است.

## شکل‌گیری و ساختار
این گروه شبه نظامی در دهه ۱۹۸۰ زمانی که شبه نظامیان توسط رهبران مواد مخدر برای مقابله با آدم‌ربایی و اخاذی تشکیل می‌شدند، تأسیس شد. در آوریل ۱۹۹۷، AUC به‌طور رسمی بوسیله ادغام شبه نظامیان جناح راست، ACCU، تأسیس شد. هر یک از بخش‌های AUC قصد حفاظت از منافع اقتصادی، اجتماعی و سیاسی مختلف محلی را با مبارزه با شورشیان چپ در مناطق خود داشتند.
این سازمان ابتدا توسط کارلوس کاستانو رهبری می‌شد که در سال ۲۰۰۴ به قتل رسیده و اعتقاد بر این بود که این سازمان با برخی فرماندهان محلی ارتش در نیروهای مسلح کلمبیا رابطه داشتند. طبق دیده‌بان حقوق بشر، گروه‌های شبه نظامی و نیروهای مسلح کلمبیا ارتباط بسیار نزدیکی دارند و به همین علت گروه‌های شبه نظامی ششمین نیرو از نیروهای مسلح کلمبیا که ۵ نیروی رسمی دارد به‌شمار می‌آیند.
AUC حدود ۲۰٬۰۰۰ عضو داشت و از طریق تجارت مواد مخدر و همچنین حمایت مالکین محلی، دامداران، شرکت‌های استخراج معادن یا شرکت‌های نفتی و سیاستمداران تأمین مالی می‌شد.
بخش عمده ای از AUC تا اوائل سال ۲۰۰۶ از بین رفتند و رهبر پیشین آن، در سال ۲۰۰۸ به ایالات متحده مسترد شد. با این حال، جانشینان محلی این گروه مانند «اژدها سیاه» همچنان ادامه دارند.
در ۸ می ۲۰۰۸، کارکنان یک ایستگاه رادیویی محلی (Sarare FM Stereo) یک پیام دریافت کردند: «برای رفاه شما و عزیزانتان، در موضوعاتی که مربوط به شما نیست، دخالت نکنید. AUC, Arauca». این تهدید به دلیل مشارکت آن‌ها در یک نشست عمومی که توسط اعضای کمیسیون حقوق بشر کنگره در تاریخ ۲۷ سپتامبر ۲۰۰۷ برگزار شد، بود.

## فعالیت‌ها
دشمنان اصلی AUC گروه‌های شورشی چپ مانند گروه انقلابی کلمبیا (FARC) و ارتش آزادیبخش ملی (Ejrrcito de Liberación Nacional, ELN) بودند. AUC توسط بسیاری از کشورها و سازمان‌ها، از جمله ایالات متحده، کانادا و اتحادیه اروپا، به عنوان یک سازمان تروریستی تعیین شده‌است. وزارت امور خارجه ایالات متحده در سال ۲۰۰۱ این گروه را به قتل‌عام، شکنجه و سایر موارد نقض حقوق بشر در برابر افراد غیرنظامی محکوم کرده و به لیست تروریستی خود اضافه کرد.
به گفته پلیس ملی کلمبیا، در ده ماه اول سال ۲۰۰۰، AUC تعداد ۸۰۴ قتل، ۲۰۳ آدم‌ربایی و ۷۵ قتل‌عام را با ۵۰۷ قربانی انجام دادند. AUC ادعا می‌کند که قربانیان بیشتر چریک‌ها یا هواداران آن‌ها بودند. AUC مخالفت با واحدهای نظامی و پلیس را به تدریج افزایش داد، اگرچه این گروه به‌طور سنتی با نیروهای امنیتی دولتی رابطه دوستانه داشت.
گزارش فوریه ۲۰۰۵ دفتر کمیساریای عالی سازمان ملل متحد برای حقوق بشر گزارش داد که در سال ۲۰۰۴ «AUC مسئول ۳۴۲ مورد تخلف از پایان دادن به خصومت‌ها که شامل موارد احتمالی حضور مجدد افراد غیرقانونی در صفوف آنها بود، این اقدامات در ۱۱ بخش انجام شد و در بسیاری از موارد جمعیت غیرنظامی و افراد بومی را هدف قرار می‌دادند.»
گزارش دیده‌بان حقوق بشر ادعا می‌کند که عناصر متعددی در داخل ارتش و پلیس کلمبیا با گروه‌های شبه نظامی محلی AUC همکاری می‌کنند و ارتش کلمبیا متهم شده‌است که به شبه نظامیان AUC دستور کشتن دهقانان و رهبران اتحادیه‌های کارگری و افرادی که مظنون به حمایت از جنبش‌های شورشی بودند را داده‌است و AUC عموماً و به صراحت فعالان سیاسی و کارفرمایان چپ را به عنوان اهداف مشروع اعلام می‌کرد. کارلوس کاستانو گفت: «ما اتحادیه‌های کارگری را می‌کشیم؛ زیرا آنها در کار کردن افراد دخالت می‌کنند.»
تحت رهبری سالوادور مانکوستو، پسر مهاجران ایتالیایی، AUC ارتباط نزدیکی با «اندرانگتا» در مورد قاچاق کوکائین برقرار کرد.